# 乌蒙路
乌蒙路，元朝的行政区划——路。今云南省昭通市。
大理国时属乌蒙部。元朝为乌蒙路。属于云南行省乌撒乌蒙宣慰司。西邻建昌路、东临茫部路、南邻东川路。明朝改为乌蒙府。